# All inclusive, или Всё включено
«All inclusive, или Всё включено!» — фильм режиссёра Эдуарда Радзюкевича. Премьера фильма прошла 9 июня 2011 года. Слоган — «Курортный роман с риском для жизни». Релиз на DVD: 14 июля 2011, «Новый Диск».

## Сюжет
Жизнь Андрея (Михаил Беспалов) — владельца дорогой и востребованной ветеринарной клиники для домашних животных с Рублевки — определённо удалась. Мало того, он не обделен вниманием и прекрасных хозяек милых зверушек. Но страстная ночь с женой олигарха Эвелиной (Нонна Гришаева) меняет всё: ревнивый муж Эдик (Роман Мадянов) очень доходчиво объясняет, что изменит сладкую жизнь успешного бизнесмена. Единственный выход — это побег из страны. И Андрей уезжает в Турцию по программе «Всё включено», не подозревая, что в неё включено намного больше, чем кажется на первый взгляд. За ним по пятам следует киллер-немец Рудольф (Эдуард Радзюкевич), а солнечные пляжи таят самое главное испытание в жизни.

## В ролях
| Актёр                           | Роль                                                     |
| ------------------------------- | -------------------------------------------------------- |
| Михаил Беспалов                 | Андрей / Вениамин Пятница                                |
| Марина Александрова             | Анна                                                     |
| Нонна Гришаева                  | Эвелина                                                  |
| Роман Мадянов                   | Эдуард Петрович Будко, олигарх                           |
| Фёдор Добронравов               | Пётр                                                     |
| Эдуард Радзюкевич               | Рудольф                                                  |
| Анна Ардова                     | Галя                                                     |
| Андрей Кайков                   | Боря                                                     |
| Мирослава Карпович и Денис Ясик | молодожёны                                               |
| Ольга Медынич                   | Наташа                                                   |
| Мария Денякина                  | Марианна Владимировна                                    |
| Григорий Сиятвинда              | Карадуман                                                |
| Галина Коньшина                 | женщина, которая всё время повторяет: «Валера, я здесь!» |
| Евгений Воскресенский           | врач-психиатр                                            |
| Элла Меркулова                  | пограничница                                             |
| Антон Шаврин                    | Виталик                                                  |
| Елена Швец                      | 1-я блондинка                                            |
| Мария Киселёва                  | 2-я блондинка                                            |
| Петар Зекавица                  | немец                                                    |
| Маша Малиновская                | Маша (камео)                                             |
| Анфиса Чехова                   | Анфиса (камео)                                           |
| Виктория Дайнеко                | Вика (камео)                                             |
| Алексей Рыжов                   | участник группы «Дискотека Авария» (камео)               |
| Николай Тимофеев                | участник группы «Дискотека Авария» (камео)               |
| Алексей Серов                   | участник группы «Дискотека Авария» (камео)               |

## Саундтрек
- Всё Включено — Девочка столичная
- Дискотека Авария — Арам зам зам
- Кристина Орбакайте feat. Tomas N'evergreen — Тайна без тайн
- Леонид Агутин — Всё ещё вернется
- Стас Пьеха и Григорий Лепс — Она не твоя

## Критика
Фильм получил смешанные оценки кинокритиков.

## Продолжение
В октябре 2013 года вышло продолжение фильма — «Всё включено 2».